# Bruit de fond thermique
Ne doit pas être confondu avec Bruit thermique.
Pour un article plus général, voir Bruit de fond.
 (août 2024).
En astronomie infrarouge, le bruit de fond thermique, ou simplement fond thermique, est un bruit de fond dû au rayonnement de corps noir des éléments optiques de l'instrument astronomique, ce qui perturbe les observations dans l'infrarouge.

## Description
Un corps porté à une certaine température réémet un rayonnement dit de corps noir, dont le profil et l'intensité dépendent de ladite température. Pour un corps porté à la température T, la loi de Wien indique que la longueur d'onde pour laquelle le rayonnement est maximal est égale à environ 2898/T (exprimée en micromètres). Aux températures ambiantes (aux alentours de 300 K), cela concerne donc des longueurs d'onde situées aux environs de 10 µm. De plus, l'intensité de la brillance monochromatique pour une longueur d'onde donnée dépend elle aussi de la température.

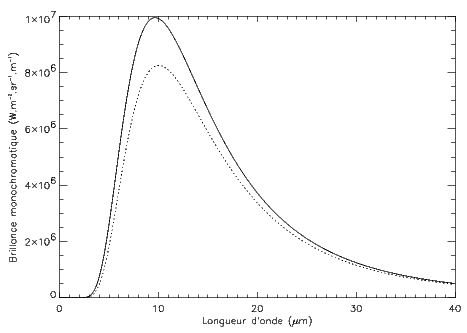
Profils de brillance monochromatique pour des corps noirs à 300 K (courbe en traits pleins) et 289 K (courbe en pointillés).

Dans le cas d'un interféromètre ou plus généralement d'un instrument d'optique, et dans les gammes de longueurs d'onde correspondant à l'infrarouge thermique (4–20 µm), les miroirs du train optique ne sont pas rigoureusement des corps noirs. Le propre d'un miroir est en effet de réfléchir ; en raison de la conservation de l'énergie, il ne peut à la fois réfléchir parfaitement et avoir une émissivité de 1 (correspondant à un corps noir parfait).
Tout détecteur placé derrière le train optique d'un télescope ou d'un interféromètre voit donc en permanence l'émission thermique de l'atmosphère, ainsi que celle de tous les miroirs qui s'intercalent entre l'étoile et lui-même. Cette émission devient importante, voire prépondérante par rapport au signal stellaire, dans l'infrarouge thermique et en particulier en bande N aux alentours de 10 µm. 

## Solutions
Il existe des solutions pour soustraire ce fond thermique du signal observé, notamment deux parades classiquement utilisées en astronomie mono-télescope : le chopping et le nodding.